# تائیس (فیلم ۱۹۱۷)
تائیس (انگلیسی: Thais) یک فیلم صامت آمریکایی به کارگردانی فرانک هال کرین است که در سال ۱۹۱۷ منتشر شد.